# Purdin (Missouri)
Purdin est une ville du comté de Linn, dans le Missouri, aux États-Unis,. Située au nord du comté, elle est fondée en 1873, baptisée en l'honneur de son fondateur, Allen W. Purdin, et incorporée en 1968.

## Démographie
Lors du recensement de 2010, la ville comptait une population de 190 habitants. Elle est estimée, en 2016, à 183 habitants.

### Source de la traduction
- (en) Cet article est partiellement ou en totalité issu de l’article de Wikipédia en anglais intitulé « Purdin, Missouri » (voir la liste des auteurs).